# Sandu Minciu
Sandu Minciu (n. 10 decembrie 1965, București) este un antrenor de fotbal român și fost fotbalist. Debutul său în Liga 1 se înregistrează în 1987, pe vreme când era legitimat la clubul Oțelul Galați. Apogeul carierei îl atinge la Dacia Unirea Brăila, unde înregistrează 111 prezențe pentru club în Liga 1.